# دوغر
دوغر هي قرية في مقاطعة كوثر، إيران. عدد سكان هذه القرية هو 127 في سنة 2006.